# Indigosoli
Indigosoli ili leukoesteri reduktivnih bojila su soli estera sumporne kiseline s leukospojevima koji nastaju redukcijom karbonilnih skupina indigoidnih i antrakinonskih bojila. Karakterizira ih prisutnost grupacije Me03S0—C=C—C=C—OSO3Me (Me = kalij ili natrij). Vežu se iz neutralne kupelji na pamuk ili iz slabo kisele kupelji na vunu i svilu, a zatim se u drugoj kupelji, koja sadrži kiselinu, izvrši hidroliza estera i zbog prisutnosti oksidirajućih sredstava (natrijeva nitrita, natrijeva dikromata, feriklorida) istodobno oksidira hidroksilna grupa u karbonilnu. Njihove postojanosti odgovaraju postojanostima onih reduktivnih bojila od kojih se izvode. Upotrebljavaju se najčešće za bojanje pamuka, lana, regeneriranih celuloznih vlakana, a rjeđe za vunu i svilu. Odlikuju se izvanrednom sposobnošću egalizacije (izjednačivanja) i prodiranja u tkivo, pa se zato upotrebljavaju za pastelne nijanse, a vrlo se dobro primjenjuju i za bojanje komadne robe. Stanovitu upotrebu imaju i u bojanje kod štampanja (tisak). 

## Objašnjenje
Leukoesteri reduktivnih bojila ili indigosoli ne čine zapravo neku posebnu kemijsku grupu nego se svrstavaju uz antrakinonska i indigoidna bojila od kojih se izvode. Pripremaju se većinom djelovanjem klorsulfonske kiseline na reduktivno bojilo u prisutnosti praha metalnog željeza ili bakra i nekog tercijarnog amina (piridina, pikolina i tako dalje). Mogu se upotrijebiti i u kombinaciji s onim bojilima s kojima se reduktivna bojila ne mogu kombinirati zbog visokog alkaliteta otopina leukospojeva. Prednost im je također što prodiru u vlakna i dobro izjednačuju (egaliziraju), pa i na teškim tkaninama. Prvi proizvod ove grupe bio je Indigosol O, C.I. 73002, kojemu je matično bojilo indigo. Ostali su važniji produkti ove grupe građeni analogno, a proizvode se polazeći od odgovarajućih reduktivnih bojila. 

## Umjetna bojila
Umjetna bojila ili sintetska bojila pojavljuju se nakon sinteze mauveina iz anilina (W. H. Perkin, 1856.). Njihova se tržišna primjena temeljila na proizvodnji velikih količina anilina iz katrana kamenog ugljena kao sirovine (otuda naziv katranske, odnosno anilinske boje). Nakon otkrića diazotacije i alizarinske sinteze u drugoj polovici 19. stoljeća, ostvarena je industrijska sinteza indiga, kongo-crvenila, indantrena i mnogih drugih bojila. Disperzijska bojila uvedena su 1923., a reakcijska 1956. Bojila za tekstil u Hrvatskoj proizvodi od 1950. zagrebačka tvornica "Chromos – Organske boje". Umjetna bojila su jeftinija i velike učinkovitosti, stoga danas drže vodeći položaj u proizvodnji.
Sintetska bojila mogu se podijeliti prema materijalu koji se njima bojaju na bojila za tekstil, za kožu, za papir, za plastične mase, za hranu, za ulja, masti, voskove, tekuća goriva i maziva, za premazna sredstva i naliče i za druge specijalne svrhe. Bojila za tekstil mogu se podijeliti na bojila za biljna vlakna, za životinjska vlakna, za sintetička vlakna i za miješana vlakna ili tkanine. Među bojila za specijalne svrhe idu bojila za mikroskopiju, za fotografiju, za kozmetiku, za pirotehniku, za farmaceutske svrhe, za kemijsku analizu (indikatori).
Prema svojstvima bojanja dijele se bojila u ove grupe:
- bojila topljiva u vodi: 
  - bazna,
  - kisela,
  - močilna,
  - metalkompleksna,
  - supstantivna (direktna),
  - reaktivna,
  - leukoesteri reduktivnih bojila (indigosoli);
- bojila topljiva u alkoholu;
- bojila netopljiva u vodi: 
  - bojila koja se redukcijom mogu prevesti u leukospojeve topljive u vodi (reduktivna i sumporna bojila),
  - disperziona bojila,
  - bojila topljiva u mastima i uljima,
  - pigmentna bojila,
  - bojeni lakovi;
- bojila koja se grade na vlaknu (materijalu): 
  - naftol-AS bojila,
  - acetatna bojila za razvijanje,
  - oksidaciona bojila,
  - bojila koja nastaju u diazotipiji,
  - bojila za višeslojnu fotografiju u bojama.[1]